# Die Söhne des Grafen Dossy
Die Söhne des Grafen Dossy er en tysk stumfilm fra 1920 af Adolf Gärtner.

## Medvirkende
- Albert Bassermann som Einbrecher Sohn
- Elsa Bassermann
- Gertrude Welcker